# Primo Uccellini
Primo Uccellini (Ravenna, 9 gennaio 1804 – Ravenna, 29 marzo 1882) è stato uno storico e politico italiano.
Fu repubblicano e mazziniano.

## Biografia
Nato a Ravenna, figlio del patriota Luigi, fu segretario comunale fino al 3 luglio 1849, giorno in cui fu arrestato dagli austriaci e poi destituito in seguito alla condanna a cinque anni di carcere per reati politici. Dal 10 novembre 1861 fu vice bibliotecario della Biblioteca Classense di Ravenna. Non ebbe mai ambizioni letterarie ciò nonostante lavorò a parecchie compilazioni. Particolare impegno lo dedicò all'opera Dizionario storico di Ravenna e altri luoghi di Romagna, pubblicato nel 1855 e al Diario annuale di Ravenna del quale curò la pubblicazione dal 1854 al 1880.      
Alla sua morte le associazioni cittadine diedero alle stampe un gran numero di manifesti funebri, riprodotti in parte nel numero del 31 marzo 1882 del giornale Il Ravennate. Degno di nota il testo di Adolfo Borgogni per il manifesto degli impiegati municipali: "Egli appartenne alla sacra Legione di quei generosi che tutto dedicarono al risorgimento morale e politico della Nazione. Militò dapprima nel secreto delle cospirazioni e preparò l'armi per fronteggiare la mala signoria che manomise il paese, e si ebbe assidua persecuzione e duro carcere. Carattere incrollabile, non cedette all'impeto della forza che lo opprimeva, ma riprese l'ineguale tenzone, e ne ebbe l'amaro esiglio, dove sofferenze, privazioni, dolori non valsero a cancellare, ma ingagliardirono nell'animo invitto il pensiero e la fede nei futuri alti destini della Patria. Ritornato in seno a questa, illustrò di opere notevoli la letteratura di Romagna e fu prescelto dal Municipio all'ufficio di Vice-Bibliotecario della Classense, nella quale rese importanti servigi. Non chiese mai premio delle opere patriottiche da esso compiute. La religione del sacrificio in cui visse e morì vota al suo nome l'aureola intemerata dei martiri del dovere."      

## Opere
- Dizionario storico di Ravenna e di altri luoghi di Romagna, Ravenna 1855;
- Memorie di un vecchio carbonaro ravegnano, (1877), Ravenna, Longo, 2003.
- Diario sacro ravennate per l'anno .... 1854-1880. (Variano sia il complemento del titolo, sia il formato, sia la tipografia)